# العلاقات اليمنية الجامايكية
العلاقات اليمنية الجامايكية هي العلاقات الثنائية التي تجمع بين اليمن وجامايكا.

## مقارنة بين البلدين
هذه مقارنة عامة ومرجعية للدولتين:
| وجه المقارنة                                              | اليمن         | جامايكا       |
| --------------------------------------------------------- | ------------- | ------------- |
| المساحة (كم2)                                             | 555.00 ألف    | 10.99 ألف     |
| عدد السكان (نسمة)                                         | 28.25 مليون   | 2.95 مليون    |
| الكثافة السكانية (ن./كم²)                                 | 50.9          | 268.43        |
| العاصمة                                                   | صنعاء، عدن    | كينغستون      |
| اللغة الرسمية                                             | اللغة العربية | لغة إنجليزية  |
| العملة                                                    | ريال يمني     | دولار جامايكي |
| الناتج المحلي الإجمالي (بليون دولار)                      | 18.21 مليار   | 14.77 مليار   |
| الناتج المحلي الإجمالي (تعادل القوة الشرائية) بليون دولار | 75.69 مليار   | 24.79 مليار   |
| الناتج المحلي الإجمالي الاسمي للفرد دولار أمريكي          | 1.41 ألف      | 5.23 ألف      |
| الناتج المحلي الإجمالي للفرد دولار أمريكي                 |               | 8.88 ألف      |
| مؤشر التنمية البشرية                                      | 0.498         | 0.719         |
| رمز المكالمات الدولي                                      | +967          | +1876         |
| رمز الإنترنت                                              | .ye           | .jm           |
| المنطقة الزمنية                                           | ت ع م+03:00   | 00            |

## منظمات دولية مشتركة
يشترك البلدان في عضوية مجموعة من المنظمات الدولية، منها:
| علم المنظمة | اسم المنظمة                                                | تاريخ انضمام اليمن | تاريخ انضمام جامايكا |
| ----------- | ---------------------------------------------------------- | ------------------ | -------------------- |
|             | يونسكو                                                     | 2 أبريل 1962       | 7 نوفمبر 1962        |
|             | مؤسسة التمويل الدولية                                      | 22 مايو 1970       | 31 مارس 1964         |
|             | المركز الدولي لتسوية المنازعات الاستشارية                  | 20 نوفمبر 2004     | 14 أكتوبر 1966       |
|             | منظمة حظر الأسلحة الكيميائية                               | ?                  | ?                    |
|             | وكالة ضمان الاستثمار متعدد الأطراف                         | 12 مارس 1996       | 12 أبريل 1988        |
|             | الاتحاد البريدي العالمي                                    | ?                  | ?                    |
|             | الاتحاد الدولي للاتصالات                                   | 1931               | 18 فبراير 1963       |
|             | منظمة الشرطة الجنائية الدولية                              | ?                  | ?                    |
|             | الأمم المتحدة                                              | 30 سبتمبر 1947     | 18 سبتمبر 1962       |
|             | البنك الدولي للإنشاء والتعمير                              | 3 أكتوبر 1969      | 21 فبراير 1963       |
|             | العملية المشتركة للاتحاد الأفريقي والأمم المتحدة في دارفور | ?                  | ?                    |

## وصلات خارجية
- موقع وزارة الخارجية الجامايكية